# Competencias laborales
Las competencias laborales son conocimientos, habilidades y actitudes que las personas despliegan bajo determinados contextos y situaciones de trabajo.  

## Historia
Este concepto surge en los años ochenta en los países industrializados y toma fuerza porque es considerado como la alternativa de mayor pertinencia para capacitar la mano de obra requerida por el acelerado avance tecnológico. La transformación tecnológica estuvo asociada a un proceso de flexibilización que perseguía la reducción de costos y la eliminación de rigideces en el proceso productivo generando nuevas demandas sobre los atributos para el trabajo. Así mismo, surgió de la necesidad que se requería para las apariciones de métodos innovadores para lograr nuevas empresas  con la capacidad de competir en la globalización. La capacitación a través del enfoque de competencias laborales garantiza la inserción continua y rápida en el mercado de trabajo; el efecto directo de dicha inserción es la reformulación de la relación educación-trabajo. La noción de competencias desplazó la centralidad que ocupaba una calificación laboral centrada en el puesto de trabajo y en la especialización de la mano de obra. En los años noventa el concepto llega a América Latina como opción viable de formación y de desarrollo.

## Características
El tener habilidades implica tener comunicación oral y escrita, saber observar, escuchar y analizar los problemas y así aplicar metodologías encaminadas a solucionar los conflictos laborales, siempre con la visión de mejorar el entorno laboral, y aun el social. 
Se pueden definir las competencias laborales desde tres enfoques, el primero las concibe como la capacidad de ejecutar tareas; el segundo las centra en características/atributos personales (actitudes/capacidades); y el tercero, denominado holístico, incluye a los dos anteriores.
Otros autores definen que existen seis aspectos esenciales en el concepto de competencias desde el enfoque complejo, como lo son los procesos, la complejidad, el desempeño, la idoneidad, la metacognición y la ética.
Se han definido múltiples funciones de las competencias: actuación, idoneidad, flexibilidad, variabilidad y desempeño global. Los procesos complejos, de desempeño con idoneidad en determinados contextos, requieren la integración de diferentes saberes, como: saber ser, saber hacer, saber conocer y saber convivir. Todo esto para saber realizar actividades o resolver problemas con sentido de reto y motivación, flexibilidad, creatividad, comprensión y emprendimiento dentro de una perspectiva de procesamiento metacognitivo, mejora continua y compromiso ético.
La formación de los nuevos profesionales demanda impulsar la capacidad de innovación, la creatividad y la capacidad de confrontarse con problemas complejos y supercomplejos.
Una competencia es la capacidad efectiva para llevar a cabo exitosamente una actividad plenamente identificada. La competencia no es una probabilidad de éxito; es una capacidad real y demostrada (no es un azar).

### Diferencia entre competencias laborales y competencias profesionales
Las  competencias laborales no deben confundirse con las competencias profesionales cuando se emplea esta última expresión en el sentido de «atribuciones o incumbencias ligadas a la figura profesional (tareas y funciones) que engloban el conjunto de realizaciones, resultados, líneas de actuación y consecuciones que se demandan del titular de una profesión u ocupación determinada». La competencia laboral no es una probabilidad de éxito en la ejecución de un trabajo; es una capacidad real y demostrada.
Las competencias profesionales suelen establecerse legalmente y determinan qué proyectos puede firmar (y de los que, por lo tanto, hacerse responsable) determinado titulado. Por ejemplo en determinados países, el proyecto de un puente solo lo puede firmar un ingeniero de caminos, canales y puertos. Las titulaciones y las competencias profesionales varían de país a país, y aunque dos países compartan el mismo idioma y la misma denominación de una titulación, en uno de ellos las competencias profesionales de esa titulación pueden ser diferentes a las que tiene en el otro país.

### Diferencia entre competencias laborales y competencias técnicas
El mercado laboral es cada vez más exigente en la evaluación de los candidatos que se presentan a procesos de selección. Para desempeñar una ocupación no basta con los conocimientos sobre herramientas y técnicas específicas para ejercer esa ocupación (llamados competencias técnicas, competencias específicas, habilidades técnicas, habilidades duras o competencias duras) sino que también es necesario poseer las habilidades, destrezas y actitudes que, junto con esas competencias técnicas, conforman las competencias laborales, que permiten a las personas desarrollar una actividad de manera satisfactoria. En rigor las competencias laborales son más amplias que las competencias técnicas, y por tanto las competencias laborales engloban a las competencias técnicas. No obstante pueden encontrarse textos poco rigurosos donde los términos "competencias laborales" y "competencias técnicas" se utilizan indistintamente.

## Formación en competencias
Muchos gobiernos latinoamericanos han designado ciertas instituciones para liderar una política formativa con este enfoque. Esta responsabilidad fue concedida a distintas instituciones como el SENAC en Brasil, Servicio Nacional de Aprendizaje (SENA) en Colombia o CONOCER en México. 
Además de CONOCER existe Tuning América Latina, que se enfoca en las estructuras educativas orientadas a desarrollar competencias. Estas instituciones han adoptado el enfoque de competencias por considerarlo el punto de partida para construir respuestas de formación profesional al sector productivo, caracterizadas por su carácter flexible y de calidad, además de considerarse una oportunidad para vincular el sector educativo con el productivo.
Proyecto Tuning América Latina: Innovación Educativa y Social (2011 - 2013) en el tema de Competencias, parte de los resultados finales obtenidos en Proyecto Tuning América Latina (2004 - 2007). En principio los grupos de trabajo elaboraron la lista de Competencias Genéricas a través de consensos, que fueron validadas por académicos, estudiantes, graduados y empleadores de América Latina, todo mediante cuestionarios. Posteriormente los grupos de trabajo de cada área temática discutieron y lograron definir la lista de competencias específicas para las áreas de Administración de Empresas, Derecho, Enfermería, Arquitectura, Educación, Geología, Ingeniería Civil, Física, Historia, Química, Medicina y Matemáticas.

### México
En la década de los noventa, el entonces Secretario de Educación, el doctor Ernesto Zedillo impulsó y otorgó mayor sensibilidad en la capacitación laboral ya que su objetivo era el aumento productividad. Estableciendo modelos de modernización educativas y formativas.
En este sentido, fueron mencionadas las características y elementos que destacan las competencias del nivel superior:
- Fomentar la formación integral de los estudiantes.
- Mejorar continuamente la calidad de la educación.
- Desarrollar en los estudiantes competencias para la vida profesional, laboral y de conocimientos.
- Formar valores ciudadanos, desarrollar valores que favorezcan el aprender a aprender.
- Desarrollar habilidades para un desempeño productivo y competitivo en el mercado laboral.[9]